# Parafia Ciała i Krwi Pańskiej w Turce
Parafia Ciała i Krwi Pańskiej w Turce – parafia rzymskokatolicka z siedzibą w Turce, znajdująca się w archidiecezji lubelskiej, w dekanacie Lublin – Podmiejski.

## Historia parafii
W Uroczystość Chrystusa Króla, 24 listopada 1984 roku, w miejscowości Turka na terenie ówczesnej parafii Bystrzyca odbyło się poświęcenie placu pod budowę nowego kościoła w Turce. Rektorem samodzielnego ośrodka duszpasterskiego został mianowany ks. Kazimierz Janik. Przez czas budowy świątyni liturgię sprawowano w tymczasowej drewnianej kaplicy. Architektem kompleksu sakralnego, którego budowę rozpoczęto 16 lipca 1985 roku był Antoni Herman z Lublina. Nowo budowanemu kościołowi ówczesny biskup lubelski Bolesław Pylak pismem z dnia 2 października 1985 roku nadał wezwanie „Ciała i Krwi Pańskiej”. Na uroczystość odpustową wyznaczono niedzielę po uroczystości Bożego Ciała. 24 grudnia 1986 roku w budowanej jeszcze świątyni odprawiona została pierwsza Msza Święta - Pasterka.
4 sierpnia 1987 roku bp Bolesław Pylak dekretem erygował w Turce parafię, którą wyłączono z obszaru parafii Bystrzyca. Pierwszym proboszczem został dotychczasowy rektor ośrodka ks. Kazimierz Janik. Parafię administracyjnie włączono do dekanatu Lublin – Podmiejski.
Prace budowlane przy świątyni trwały do roku 1991, kiedy to w dniu 12 maja tegoż roku bp Bolesław Pylak uroczyście dedykował świątynię.
Dnia 6 grudnia 1993 roku nastąpiła zmiana na urzędzie proboszcza parafii w Turce. Funkcję tę objął ks. Mirosław Kowalczyk. W roku 1994 podjęto starania o lokalizację cmentarza parafialnego. 5 listopada 1995 roku odbyła się uroczystość poświęcenia placu pod nowy cmentarz. Z dniem 15 czerwca 2000 roku zakończył pracę duszpasterską w parafii ks. Mirosław Kowalczyk, a nowym proboszczem został mianowany ks. Bogusław Psujek. Dekretem arcybiskupa Józefa Życińskiego z dnia 4 października 2000 roku o regulacji granic, do parafii włączono mieszkańców i teren osiedla Turka-Borek. Dnia 16 czerwca 2003 roku, nominację na urząd proboszcza parafii w Turce otrzymał ks. Krzysztof Kołodziejczyk. W dniu 17 listopada 2003 roku podpisany został akt notarialny zakupu działki pod budowę nowej świątyni na osiedlu Turka-Borek, a 7 grudnia 2003 roku arcybiskup Józef Życiński dokonał uroczystego poświęcenia tego placu oraz krzyża.
Po wybudowaniu kaplicy i rozpoczęciu posługi duszpasterskiej dnia 19 kwietnia 2009 roku dekretem metropolity lubelskiego arcybiskupa Józefa Życińskiego na terenie osiedla Borek została erygowana samodzielna parafia p.w. Jezusa Miłosiernego. Pierwszym proboszczem nowej parafii został mianowany Ks. dr Waldemar Fac. Parafia p.w. Ciała i Krwi Pańskiej ciut się uszczupliła, i obecnie liczy 1385 wiernych.

## Proboszczowie parafii
Źródło:
- 1987−1993 - ks. Kazimierz Janik
- 1993−2000 - ks. Mirosław  Kowalczyk
- 2000−2003 - ks. Bogusław Psujek
- 2003−obecnie - ks. Krzysztof Kołodziejczyk